# 빌 멀리켄
윌리엄 댄포스 멀리켄(William Danforth Mulliken, 1939년 8월 27일 ~ 2014년 7월 17일)은 평영을 주종목으로 활약한 미국의 수영 선수였다.
일리노이주 어배너에서 태어난 멀리켄은 1959년 시카고에서 열린 팬아메리칸 게임에 나가 200m 평영을 우승하였다. 1960년 로마 올림픽에서 그는 그 종목을 2분 37.4초와 함께 금메달을 획득하였다.
그는 1961년 학사와 함께 마이애미 대학교를, 그리고 1964년 법학 학위와 함께 하버드 대학교를 졸업하였다.
그는 1991년 오하이오 스트리트 비치에서 수영 이벤트 빅쇼울더스를 창립하였고, 그 이래 매년 열리고 있다. 열성적인 독서인인 그는 시카고의 캑스턴 클럽의 활동적인 회원, 후원자와 지도자였다. 그는 또한 마이애미 대학교의 도서관을 위하여 자본 캠페인의 의장을 맡기도 하였다.
74세의 나이로 시카고에서 사망하였다.

## 같이 보기
- 올림픽 수영 남자 메달리스트 목록